# Hirschau
Hirschau là một đô thị ở bang Bayern, Đức. Hirschau thuộc huyện Amberg-Sulzbach. Đô thị này có diện tích 74,9 km2, dân số thời điểm 30 tháng 6 năm 2006 là 6162 người.
Hirschau có cự ly 15 km về phía tây của Autobahn 93 (Regensburg - Hof), cách Nuremberg 70 km về phía đông.
Các khu vực dân cư của Hirschau:
- Burgstall
- Dienhof
- Ehenfeld
- Krickelsdorf
- Kricklhof
- Krondorf
- Massenricht
- Obersteinbach
- Steiningloh
- Untersteinbach
- Weiher